# Puccinia striiformis

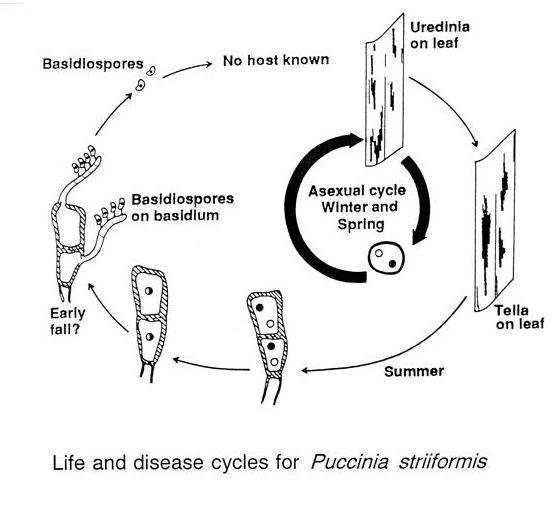
Cykl życiowy

Puccinia striiformis Westend. – gatunek grzybów z rodziny rdzowatych (Pucciniaceae). Grzyb mikroskopijny pasożytujący na wielu gatunkach roślin z rodziny wiechlinowatych (Poaceae). U zbóż wywołuje chorobę o nazwie rdza żółta zbóż i traw.

## Systematyka i nazewnictwo
Pozycja w klasyfikacji według Index Fungorum: Puccinia, Pucciniaceae, Pucciniales, Incertae sedis, Pucciniomycetes, Pucciniomycotina, Basidiomycota, Fungi.
Po raz pierwszy opisał go Gérard Daniel Westendorp w 1854 r. Synonimy:

- Puccinia striiformis Westend. 1854 f. striiformis
- Puccinia striiformis f. tritici Erikss.
- Puccinia striiformis var. dactylidis Manners 1960
- Puccinia striiformis Westend. 1854 var. striiformis
- Puccinia striiformoides M. Abbasi, Hedjar. & M. Scholler 2005
- Puccinia tritici Oerst. 1863
- Trichobasis glumarum Lév. 1849
- Uredo glumarum J.C. Schmidt 1827
- Uredo glumarum Roberge 1843

## Cykl życiowy
Jeszcze do niedawna Puccinia striiformis uważana była za pasożyta jednodomowego, którego jedynym żywicielem były rośliny z rodziny wiechlinowatych. Na roślinach tych wytwarza uredinia i telia, nieznane były natomiast ecja i spermogonia. Nie powiodły się próby inokulacji kiełkującymi teliosporami różnych gatunków podejrzanych o to, że mogą być żywicielami pośrednimi. Z tego powodu uważana była za rdzę niepełnocyklową. Dopiero w 2010 roku przypadkowo znaleziono jej sporogonia i ecja na berberysie chińskim i berberysie koreańskim rosnących w pobliżu plantacji pszenicy porażonej przez rdzę żółtą. Po sztucznej inokulacji ecjosporami z berberysu na roślinach trawiastych rozwinęła się grzybnia, która wytworzyła typowe dla P. striiformis uredinia i telia. Później odkryto ecja P. striiformis jeszcze na innych gatunkach berberysów i na mahonii pospolitej.

## Morfologia
Na siewkach uredinia wytworzone przez infekcję pojedynczej urediniospory nie są ograniczone przez nerwy liściowe, ale stopniowo z miejsca zakażenia rozprzestrzeniają się we wszystkich kierunkach, potencjalnie pokrywając całą powierzchnię liścia. Na starszych liściach uredinia ułożone są w rzędach, wzdłuż nerwów liścia. Pojedyncze uredinia mają postać podłużnych grudek o długości 0,4–0,7 mm i szerokości 0,1 mm. Urediniospory są szeroko elipsoidalne do owalnych, mają rozmiar (16–) 18–30 (–32) × (15–) 17–27 (–28) μm, średnio 24,5 × 21,6 μm i barwę od żółtej do pomarańczowej, drobnokolczastą powierzchnię i 6–18 rozproszonych por rostkowych. W sprzyjających warunkach, gdy powierzchnia liści jest zwilżona wodą i temperatura wynosi 7 do 12 °C urediniospory kiełkują szybko. W wyższych temperaturach, lub podczas późniejszych etapów wzrostu żywiciela często powstają czarne, poduszkowate i podłużne telia o długości 0,2–0,7 mm i szerokości 0,1 mm. Teliospory są przeważnie dwukomórkowe, ciemnobrązowe z grubymi ścianami, przeważnie maczugowate, o rozmiarach (24–) 31–56 (–65) × (11–) 14–25 (–29) μm, i zaokrąglone lub spłaszczone na wierzchołku.

## Występowanie
Puccinia striiformis jest rozprzestrzeniona na całym świecie. Ma dwóch żywicieli:
- spermogonia i ecja: Berberis chinensis, Berberis holstii, Berberis vulgaris, Berberis koreana, Berberis shensiana, Berberis potaninii, Berberis dolichobotrys, Berberis heteropoda, Mahonia aquifolium[5]
- uredinia i telia: ponad 40 gatunków roślin trawiastych i zbóż[2]. Wśród zbóż są to pszenica zwyczajna (Triticum aestivum), pszenica twarda (Triticum durum), pszenica płaskurka (Triticum dicoccon), dziko rosnąca pszenica Triticum dicoccoides, niektóre odmiany jęczmienia zwyczajnego (Hordeum vulgare), żyto zwyczajne (Secale cereale), pszenżyto (Triticosecale). Wśród traw są to m.in.: Elymus canadensis, Leymus secalinus, Agropyron, Phalaris, Bromus unioloides[5].